# سيزار إليزوندو
سيزار إليزوندو (بالإسبانية: César Elizondo)‏ هو لاعب كرة قدم كوستاريكي، ولد في 10 فبراير 1988 في سان خوسيه في كوستاريكا. شارك مع منتخب كوستاريكا لكرة القدم. أما مع النوادي، فقد لعب مع ديبورتيفو سابريسا وسان أنتونيو سكوربيونز ونادي بوريرام يونايتد ونادي شمال كارولاينا.

## وصلات خارجية
- سيزار إليزوندو على موقع الاتحاد الدولي (مؤرشف)  (الإنجليزية)
- سيزار إليزوندو على موقع قاعدة بيانات كرة القدم.إي يو (الإنجليزية)
- سيزار إليزوندو على موقع ناشيونال فوتبول تيمز (الإنجليزية)
- سيزار إليزوندو على موقع Soccerway.com (الإنجليزية)